# Carlos Cavagnaro
Carlos Alberto Cavagnaro es un ex entrenador de fútbol argentino que ha dirigido más de 20 equipos en su carrera. Ha sido el entrenador más joven del fútbol argentino, ya que comenzó dirigiendo un club con tan solo 22 años de edad.

## Carrera
Carlos Cavagnaro nació el 9 de abril de 1946 en Necochea, Buenos Aires. Desarrollo su carrera como jugador en las inferiores de Vélez Sársfield, sin embargo tras sufrir una fuerte lesión en la década de 1960 que lo dejaría fuera del juego, Cavagnaro se empezó a interesar por ser entrenador o asistente técnico. Comenzó su carrera en Vélez Sársfield como asistente técnico del entrenador Victorio Spinetto durante su periodo de 1966-1967. En 1967 pasó a ser asistente técnico del entrenador Roberto Resquin en Argentinos Juniors hasta que en 1969 logró quedarse al mando del club luego de que este último terminara abandonando el club, debutó en el torneo metropolitano de 1969 con 22 años en un duelo frente a River Plate que acabaría con derrota por 2-1, solo estuvo a cargo en ese torneo ya que el después decidió ser traspasado a Vélez Sársfield para el Nacional de 1969 donde dejó a Vélez en la sexta posición, de ahí sorpresivamente en 1970 llegó su primera oferta de un equipo extranjero: el club mexicano Pumas UNAM al que dirigió por dos años. Durante su paso en México, obtuvo dos diplomas, de entrenador y de árbitro. La mayor parte de su carrera la realizó en varios clubes argentinos entre los que se destacan (Racing Club y Vélez Sársfield) solo pudo dirigir cuatro en el extranjero, estando un período de 40 años activo. Su mayor logró sucedió en 1976 cuando fue contratado para dirigir la Selección de fútbol de Guatemala también volvió a ser contratado en 1983 y posteriormente fue entrenador de las selecciones de fútbol de (Panamá, San Cristóbal y Nieves, Granada y Filipinas). En 1993 Cavagnaro dejó de ser entrenador por un prolongado tiempo, pero reaparecío de vuelta en 2005 cuando fue contratado por la Selección de fútbol de El Salvador estando un año con el combinado y a fines del año 2007 con 60 años de edad Cavagnaro anunció su retirada deportiva en el club VB Sports de Maldivas.

## Vida personal
Carlos Cavagnaro actualmente administra cursos deportivos para la OEA. Es propietario de un instituto superior de enseñanza en Necochea. Además de español, habla con buen dominio (inglés, francés, italiano y portugués). También es nacionalizado italiano.

## Clubes

### Como entrenador
| Club                             | País                   | Años      |
| -------------------------------- | ---------------------- | --------- |
| Argentinos Juniors               | Argentina              | 1969      |
| Vélez Sársfield                  | Argentina              | 1969      |
| Pumas UNAM                       | México                 | 1970-1971 |
| Ferrocarril Oeste                | Argentina              | 1972      |
| Círculo Italiano Atlético Regina | Argentina              | 1973-1974 |
| Atlante                          | México                 | 1975      |
| Guatemala                        | Guatemala              | 1976      |
| Vélez Sársfield                  | Argentina              | 1977-1978 |
| Racing Club                      | Argentina              | 1979-1980 |
| Unión                            | Argentina              | 1981      |
| Racing Club                      | Argentina              | 1982      |
| Guatemala                        | Guatemala              | 1983      |
| Panamá                           | Panamá                 | 1984      |
| Platense                         | Argentina              | 1985      |
| Granada                          | Granada                | 1986-1987 |
| San Cristóbal y Nieves           | San Cristóbal y Nieves | 1987      |
| Chacarita Juniors                | Argentina              | 1988      |
| Broncos UNAH                     | Honduras               | 1988-1989 |
| Filipinas                        | Filipinas              | 1989-1990 |
| Defensores de Belgrano           | Argentina              | 1990-1991 |
| El Porvenir                      | Argentina              | 1992      |
| El Salvador                      | El Salvador            | 2005      |
| VB Sports                        | Maldivas               | 2007      |